# 信貴山玉蔵院
玉蔵院（ぎょくぞういん）とは、奈良県生駒郡平群町信貴山にある信貴山真言宗の大本山で朝護孫子寺の塔頭寺院。宿坊も営んでいる。

## 歴史
平安時代、崇徳天皇の御代に新義真言宗の開祖である覚鑁上人が信貴山に参篭した時、毘沙門天より真陀摩尼（ちんたーまに）という如意宝珠の珠を授けられ、この寺に蔵めたという伝説から玉蔵院とよばれるようになったという。
1911年（明治44年）5月18日、文秀女王が一泊した。この時使用された部屋は「伏見宮文秀女王殿下玉座」として長く喧伝された。
1937年（昭和12年）2月26日には、南地の芸妓ら60人が待遇改善を求めて玉蔵院に籠城する事件が発生した

## 境内
- 融通堂 - 如意宝珠を祀る。
- 三重塔
- 地蔵菩薩坐像 - 日本一大地蔵尊と呼ばれる。
- 金集弁財天
- 浴油堂 - 秘仏の双身毘沙門天を祀る。
- 富貴閣
- 庫裏
- 表門